# Sechsunddreißig Reiche der Westlichen Regionen
Die Sechsunddreißig Reiche der Westlichen Regionen (chinesisch 西域三十六国, Pinyin Xiyu Sanshiliu guo, englisch Thirty-six Kingdoms of the Western Regions) aus der Zeit der Han-Dynastie sind ein Sammelbegriff für eine Gruppe von historischen nicht-chinesischen Staaten (Lehnsfürstentümer und Nomadenstämme) der sogenannten "Westlichen Regionen" (vgl. Xiyu) auf dem heutigen Gebiet Chinas. Spätestens in der Tang-Dynastie gerieten alle unter chinesische Kontrolle. 

## Übersicht (Namen nachCihai(2002:1817a))
(Quelle:)
| Nr. | chin. Name    | Name | sonstiges |
| --- | ------------- | ---- | --------- |
| 1   | Ruoqiang 婼羌 |      |           |
| 2   | Loulan 楼兰   |      |           |
| 3   | Qiemo 且末    |      |           |
| 4   | Xiaoyuan 小宛 |      |           |
| 5   | Jingjue 精绝  |      |           |
| 6   | Ronglu 戎卢   |      |           |
| 7   | Yumi 扜弥     |      |           |
| 8   | Qulei 渠勒    |      |           |
| 9   | Yutian 于阗   |      |           |
| 10  | Pishan 皮山   |      |           |
| 11  | Wucha 乌秅    |      |           |
| 12  | Xiye 西夜     |      |           |
| 13  | Zihe 子合     |      |           |
| 14  | Puli 蒲犁     |      |           |
| 15  | Yinai 依耐    |      |           |
| 16  | Wulei 无雷    |      |           |
| 17  | Nandou 难兜   |      |           |
| 18  | Dayuan 大宛   |      |           |
| 19  | Taohuai 桃槐  |      |           |
| 20  | Xiuxun 休循   |      |           |
| 21  | Juandu 捐毒   |      |           |
| 22  | Shache 莎车   |      |           |
| 23  | Shulei 疏勒   |      |           |
| 24  | Weitou 尉头   |      |           |
| 25  | Gumo 姑墨     |      |           |
| 26  | Wensu 温宿    |      |           |
| 27  | Qiuci 龟兹    |      |           |
| 28  | Weili 尉犁    |      |           |
| 29  | Weixu 危须    |      |           |
| 30  | Yanqi 焉耆    |      |           |
| 31  | Gushi 姑师    |      |           |
| 32  | Moshan 墨山   |      |           |
| 33  | Jie 劫        |      |           |
| 34  | Huhu 狐胡     |      |           |
| 35  | Quli 渠犁     |      |           |
| 36  | Wulei 乌垒    |      |           |

Es hatte auch andere in chinesischen Quellen unter einer bestimmten Zahl zusammengefasste Staatengruppen gegeben, sowohl größere als auch kleinere.